# 左鈞
左鈞（1520年—1558年），字鳴和，直隸保定府唐縣人，民籍，明朝政治人物。

## 生平
嘉靖二十五年（1546年）丙午科順天鄉試第八十二名舉人。嘉靖三十五年（1556年）中式丙辰科三甲第一百五十五名進士。户部观政，授浙江嘉善县知县，三十七年卒。

## 家族
曾祖左祥；祖父左暹；父左汝禎。前母李氏；陳氏。兄左鏞。